# Uwe Bein
Uwe Bein (Heringen, 26 september 1960) is een voormalig Duits voetballer.

## Clubcarrière
Uwe Bein speelde tussen 1979 en 1998 voor Kickers Offenbach, Köln, Hamburger SV, Eintracht Frankfurt, Urawa Red Diamonds en Gießen.

## Interlandcarrière
Onder leiding van bondscoach Franz Beckenbauer debuteerde Bein op 4 oktober 1989 voor het West-Duits nationaal elftal in de WK-kwalificatiewedstrijd tegen Finland. Hij speelde in totaal 17 interlands, waarin hij drie keer scoorde.